# Henrik VIII., kralj Engleske
Henrik VIII. (Greenwich, 28. lipnja 1491. – London, 28. siječnja 1547.), bio je kralj Engleske i gospodar Irske. Njegova vladavina jedno je od najzanosnijih razdoblja engleske povijesti. Bilo je to doba u kojem su se dogodile revolucionarne promjene u politici i društvu. Opisan je kao najnevjerojatniji i najkarizmatičniji muškarac koji se pojavio u povijesti Britanskog otočja - suvremenici su ga smatrali "najvećim čovjekom na svijetu" i "kraljem kakvog još nije bilo". Vladao je Engleskom nezapamćenim sjajem, okruženim nekim od najintrigantnijih osobnosti tog doba koji su iza sebe ostavili tako živahne uspomene kroz stoljeća (šestero od tih ljudi su bile njegove supruge).

## Mladost
Rođen je u palači Placentia pored Greenwicha kao treće dijete Henrika VII. i Elizabete od Yorka. To će mu kroz život ostati najomiljenije prebivalište. Još kao sasvim malo dijete dobio je titulu vojvoda od Yorka. Time je njegov otac nastavio presedan koji je bio postavio kralj Eduard IV., otac Elizabete od Yorka. Portret dvogodišnjeg Henrika prikazuje ga kao bucmasto, čvrsto građeno dijete s velikim inteligentnim očima i ravnim pramenom tudorski crvene kose. Imao je starijeg brata Artura i dvije sestre, Margaretu i Mariju. Najprivrženiji bio prema Mariji.

### Obrazovanje
Poznati pjesnik John Skelton mu je bio prvi učitelj. Naučio ga je čitati, pisati i sricati. Poslije je bio uveden u klasični program školovanja, pa je Henrik proučavao djela Homera, Vergilija, Plauta, Ovidija, Tukidida, Livija, Julija Cezara, Plinija i ostalih starogrčkih i starorimskih autora. Naučio je pisati kurzivnim pismom. Dobio je pouku iz matematike, francuskog jezika i glazbe - predmeta u kojem je bio izvrstan.
Odušak za višak energije princ je našao u jahanju, streličarstvu, mačevanju, hrvanju i kraljevskom tenisu. Često je sudjelovao i u turnirima.
Tečno je govorio na latinskom i francuskom jeziku, a razumio je i talijanski. Godine 1520. mogao je razgovarati i na španjolskom jeziku.

Godine 1499., dok je Henriku bilo tek osam godina, Erazmo Roterdamski ga je nazvao:
"prerano sazrelim čudom ustrajne naobrazbe."
Za to je bila najzaslužnija Henrikova baka, Margareta Beaufort.
U studenom 1501. godine, imao je važnu ulogu u svadbenim običajima svog brata Artura i njegove mladenke, šesnaestogodišnje Katarine Aragonske, najmlađeg preživjelog djeteta Izabele I. Kastiljske i Ferdinanda II. Aragonskog. Najprivrženiji je bio svojoj mlađoj sestri, Mariji.

### Bratova smrt
1502. godine, Artur, nasljednik engleske krune, razbolio se i ubrzo umro u dobi od petnaest godina i dvadeset tjedana nakon sklopljenog braka s Katarinom. Njegova smrt je bila kataklizmička promjena u Henrikovu životu učinivši ga nasljednikom očeva kraljevstva i time mu neizmjerno povećala važnost. Međutim, nije zbog toga dobio više slobode. Otac mu je naredio da vodi samostanski život družeći se samo sa svojim učiteljima i izbjegavajući javnost.
Četrnaest mjeseci kasnije Henrik VII. je, tada trinestogodišnjeg Henrika, uz papinu dozvolu, zaručio za tada osamnaestogodišnju bratovu udovicu Katarinu Aragonsku. Papa je to dopustio pod uvjetom da Artur i Katarina nisu konzumirali svoj brak.

### Majčina smrt
Henrikova majka je umrla ubrzo nakon Artura. Naime, umrla je na porodu. Nakon njezine smrti, Henrik VII. je pao u depresiju te se zatvorio u sebe na neko vrijeme. Kasnije se zagledao u Katarininu sestru Juanu, ali to je bilo kratkog vijeka. Smrt Elizabete od Yorka ostavila je dubok trag na mladog Henrika te se nagađa to je to dio razloga zašto se tako brzo vezao za Katarinu te imao šest supruga.

### Očeva smrt
Henrik VII. umro je u teškim bolovima od tuberkuloze 22. travnja 1509. godine. Na samrtnoj postelji priznao je Henriku da ga muči savjest zbog lošeg ponašanja prema Katarini Aragonskoj. Zapovjedio je Henriku da postupi časno i oženi se njome. To je bilo u skladu s prinčevim namjerama.

## Vladavina
Henrik VII. je umro, a Henrik je naslijedio englesku krunu. Poslije pogreba starog kralja dvor se preselio u Greenwich.
Henrik VIII. je bio pravi nasljednik dinastija Lancaster i York te ponovno utjelovljenje veličanstvenog djeda po majci, Eduarda IV. Bio je iznimne fizičke ljepote, visok oko 185 centimetara. Imao je prodorne plave oči, visok nos i mala usta. Njegovi suvremenici su govorili da je "najnježniji i najljubazniji vladar na svijetu". Bio je iznimno karizmatičan, snažnog karaktera i o njemu mnogi imali vrlo povoljno mišljenje. S druge strane, bio je naprasit, tvrdoglav, nezreo i tašt. Henrik je britko razmišljao i pozorno promatrao. Vladao je širokim općim znanjem zahvaljujućim temeljitim obrazovanjem u mladosti. Bio je vješt u komunikaciji s običnim pukom, volio se maskirano miješati među svoje podanike da istraži probleme svog naroda koji bi se bojao reći istinu kralju.
Dana 11. lipnja 1509. oženio je Katarinu Aragonsku, a 24. lipnja iste godine oboje su okrunjeni u Westminsterskoj opatiji.
Novi je kralj svima dao na znanje kako namjerava nastaviti tradicionalnu vanjsku politiku. Cilj mu je bio oživjeti stari zahtjev Eduarda III. i zatražiti prijestolje Francuske te krunidba u Reimsu. Tako je mogućnost ratovanja s Francuskom, stalnim neprijateljem Engleske, učinila savez za Španjolskom još poželjnijim.

Svojim prvim potezima Henrik je kao novi vladar htio najaviti da će se njegova vladavina razlikovati od vladavine njegova oca. Pokojni Henrik VII. mu je ostavio milijun funti u kraljevskoj riznici učinivši mladog Henrika u tadašnje doba najbogatijim monarhom u Europi. Henrik je taj novac rastrošno trošio na bankete, svečanosti i slavlja. 
"Henrik je mladac koji se ne brine ni o čemu osim o djevojkama i lovu te nemilice troši očevu baštinu.", zamijetio je francuski veleposlanik. 
Državni problemi, čak i nakon pet godina na prijestolju, i dalje su kotirali vrlo nisko na popisu Henrikovih prioriteta. Godine 1519. papinski je nuncij izvještavao kako se Henrik "posvećuje dnevnim i noćnim zabavama te ne pokazuje namjeru da se bavi ičim drugim". Sve je poslove prepustio svom uskom suradniku, kardinalu Wolseyju.
Prvo je uklonio vodeće ličnosti iz vlade Henrika VII., dva očeva ministra je dao uhiti na temelju veleizdaje te vratio javnosti neki novac koji su ti ministri navodno ukrali. Među njima je bio djed Roberta Dudleya, glavnog udvarača i dugogodišnjeg prijatelja buduće Elizabete I.

### Ratovi s Francuskom
Ušao je u savez s pojedinim europskim državama protiv Francuske, protiv koje je i zaratio. Osobno je vodio pohode protiv Francuske pobijedivši u bici kod Spursa 1513., ali je rat na kraju završen mirovnim sporazumom 1514. godine. U cjelini gledavši, vanjskopolitički je Englesku uključio u tadašnje europske političke tijekove i zbivanja kao važan i neprijelazan, iako ne presudan, faktor.
Ratovi su, međutim, sa svojim troškovima izrade brojnih topova, novih utvrda i brojnih topova stvarali ozbiljne financijske probleme. Pokušaj da se 1525. uvede "ljubazna potpora" za financiranje Henrikove vanjske politike doveo je do izbijanja nereda pa se od toga dodatnog poreza odustalo.

### Branitelj vjere
Henrik se volio baviti teologijom. Razrađeno i temeljito je raspravljao o kršćanskim dogmama. S Thomasom Moreom je dijelio strast prema astronomiji te su često zajedno promatrali noćno nebo.
Henrik je cijelog života ispovijedao duboku vjeru u Boga pa se dugo smatrao pravim sinom rimske Crkve. Katkad bi nazočio na čak šest misa u jednom danu. Tijekom 1521., dok se oporavljao od bolesti, kralj je dovršio posljednje stranice svoje polemike koju je napisao na latinskom jeziku i na kojoj je već neko vrijeme radio uz pomoć nekoliko drugih ljudi, najviše Thomasa Morea, U obranu sedam sakramenata. Bio je to napad na "herezu" i tadašnje širenje luteranizma.

Henrik je bio svjestan određenih zlouporaba unutar Crkve i njezine potrebe za reformama. Međutim, duboko u srcu bio je konzervativno religiozan i ne bi nipošto podržao "herezu" zbog reforme, smatrajući ju otrovom za društvo.
"Poduprijet ćemo papin autoritet do krajnjih granica" bile su riječi zbog kojih će Henrik poslije požaliti.
Premda je i sam Luther optužio Henrika da u svojoj knjizi bunca "poput prostituke u izljevu bijesa", te da o njemu govori "tako da mu kroz grlo gura drske neistine", papa je tu raspravu ushićeno pohvalio pa je ujesen 1521. Henrika nagradio naslovom Fidei Defensor (Branitelj vjere) u znak zahvalnosti.

### Prvi renesansni dvor u Engleskoj
Posluživši se očevim bogatstvom, Henrik VIII. je ustanovio prvi renesansni dvor u Engleskoj. Obnovio je brojne palače u kojima se dvor tada smještao. Naime, dvor je tada bio nomadska ustanova. Bio je to sjajan dvor, a kralj je bio iznimno liberalan i uživao je u razmetanju bogatstvom kojim je raspolagao. Neki su Henrikov dvor opisivali kao "hram muza".

Do 1517. dvor Henrika VIII. stekao je veličanstven ugled.
"Bogatstvo i civilizacija svijeta su ovdje", oduševljen je mletački veleposlanik. "vidim ovdje vrlo elegantne običaje, ekstreman dekor i veliku uglađenost."
Dvor je sam po sebi bio ekstravagantna, raskošna ustanova. Često je priređivao povijesne predstave u kojima je i sam volio sudjelovati.
Njegova vladavina odlikovala se izrazitom zakonodavnom aktivnošću koja je za sobom ostavila mnoge zakone kao na primjer Zakon o uniji kojim je 1536. Engleskoj priključen Wales, a engleski jezik je postao jedinim službenim u toj pokrajini, unatoč tome što je većina stanovništva govorila velški jezik. Među zakonima koje su doneseni tijekom Henrikove vladavine mnogi su bili kontroverzni kao na primjer Buggery Act koji je bio prvi zakon protiv sodomije, Witchcraft Act kojim se kažnjavalo i proganjalo vještice, te Zakon o izdaji iz 1534. godine kojim je pojam izdaje proširio i na riječi ne samo na djela.

## Brak s Katarinom Aragonskom (1509. – 1533.)
Brak je ostvaren 1505. godine, dok je Henrik još bio 14-godišnji princ. U međuvremenu, Ferdinand, Izabela i Henrik VII. od pape će zatražiti poništenje Katarinina braka s princom Arturom. Riječ je bila o dokumentu koji bi trebao riješiti sve poteškoće s kanonskim pravom. Odbacivši žalobnu crninu, Katarina se još jednom pojavila odjevena u djevičanski bijelo, raspuštene zlatne kose kao oznake čistoće. Budućnost joj je bila zajamčena, a položaj na dvoru očuvan.
Henrik joj je od početka pokazivao ljubav i poštovanje. Katarina je u mladiću odgajanu prema viteškim pravilima potaknula plemenite instinkte. On je već bio pokazivao privlačnost i šarm kojima će s vremenom privlačiti k sebi ljude obaju spolova. Uskoro je i Katarina, unatoč činjenici da je od njega starija pet godina, i sama pala na njegovu karizmu. Imala je snažan majčinski instinkt, a dječak je nedavno bio izgubio majku. Katarina će ga tješiti i hrabriti, čak i voditi. Tako je, već u počecima njihova odnosa, postavljen obrazac zajedničke budućnosti.
Vjenčali su se u lipnju 1509. godine. Ovaj put nije bilo dvojbe da je Katarinin brak strastveno konzumiran.
Katarina Aragonska bila je s Henrikom trudna sedam puta. Katarina je začela djevojčicu koja je bila mrtvorođeno 31. siječnja 1510. Otprilike četiri mjeseca kasnije, ponovno je zatrudnjela. Na Novu godinu 1511. rodilo se dijete - Henrik. Nakon tuge zbog gubitka prvog djeteta, par je bio zadovoljan što su dobili dječaka i održane su svečanosti, uključujući dvodnevnu borbu poznatu kao Westminsterski turnir. Međutim, dijete je umrlo sedam tjedana kasnije. Katarina je imala dva mrtvorođena sina 1513. i 1515. godine, ali je u veljači 1516. rodila djevojčicu Mariju, jedino preživjelo dijete. Odnosi između Henrika i Katarine bili su zategnuti, ali malo su popustili nakon Marijina rođenja. Obožavali su svoju Mariju te joj je kralj odredio formalno, strogo obrazovanje.
Iako je Henrikov brak s Katarinom od tada opisivan kao "neobično dobar", poznato je da je Henrik diskretno uzimao brojne priležnice. Najznačajnija ljubavnica od otprilike tri godine, počevši od 1516. godine, bila je Elizabeth Blount.
Nema dokaza da je Katarina prosvjedovala. 1518. godine ponovno je zatrudnjela s drugom djevojčicom, koja je također bila mrtvorođena. Blount je u lipnju 1519. rodila Henriku izvanbračnog sina Henryja FitzRoya (FitzRoy znači Kraljev sin). Dječaka su u lipnju 1525. godine postavili za vojvodu od Richmonda, što su neki smatrali korakom na putu do njegove eventualne legitimacije. 1533. godine FitzRoy se oženio Mary Howard, ali je tri godine kasnije umro bez djece. U vrijeme Richmondove smrti u lipnju 1536. godine, Parlament je donosio Drugi zakon o nasljeđivanju, koji mu je mogao omogućiti da postane kralj.

## Kraljeva "velika stvar"
Henrik je, međutim, silno želio muškog nasljednika, jer je smatrao da jedino sin može osigurati kontinuitet engleske krune (izbjegavanje novog građanskog rata). U početku je uz Katarinu imao dvije ljubavnice, Mary Boleyn i Elizabeth Blount, no zaljubio se u Marynu sestru Anu Boleyn. Kada je shvatio da Katarina (koja je kasnije 1536. godine umrla od raka) više neće moći imati djece, prevladala je njegova želja da dobije sina. Jedini način to pod zakonskim okvirom ostvari s Anom Boleyn bio je da se razvede od Katarine.
Stoga je pokušao uvjeriti papu Klementa VII. da mu poništi brak s Katarinom.
Isprva neodlučan, papa 1529. godine pod pritiskom španjolskog kralja Karla V., Katarininog nećaka, odbija ispuniti Henrikov zahtjev.
Henrik je odlučio zanemariti papinsku odbijenicu i 25. siječnja 1533. godine samovoljno se vjenčao s Anom Boleyn, postavivši prethodno za canterburyijskog nadbiskupa Thomasa Cranmera koji je pristao obaviti vjenčanje. Papa je nedugo zatim izopćio Henrika, a ovaj je pak sazvao parlament u kojem je izglasan Zakon o vrhovništvu (Act of Supremacy, 1534.), prema kojem se na čelu države i crkve, nazvane anglikanskom, nalazi kralj. Nakon raskola s Rimom i osamostaljenja Anglikanske crkve raspustio je sve samostane i konfiscirao njihovu imovinu. Tada se na Henrikovom dvoru pojavila nova sila, Thomas Cromwell koji je bio uvjeren reformator.

## Brak s Anom Boleyn (1533. – 1536.)
Ana Boleyn nije bila konvencionalna ljepotica poput svoje sestre, ali je bila itekako bistra i zavodljiva te privlačila brojne udvarače. U zimu 1532. godine Henry se sastao s Franjom I. u Calaisu i zatražio podršku francuskog kralja za svoj novi brak. Odmah po povratku u Dover u Engleskoj, Henrik (41) i Ana održali su tajno vjenčanje. Ubrzo je zatrudnjela, a drugo vjenčanje održano je u Londonu 25. siječnja 1533. godine.
23. svibnja Cranmer je, zasjedajući na posebnom sudu sazvanom u Dunstable Prioryu, presudio o valjanosti kraljeva vjenčanja s Katarinom Aragonskom te proglasio njihov brak ništavnim. Pet dana kasnije, Cranmer je proglasio kraljev brak s Anom valjanim. Katarini je formalno oduzeta titula kraljice, postajući umjesto toga prinčeva udovica s obzirom na njen brak s pokojnim princom od Walesa, Arturom. Na njenom mjestu, Ana je okrunjena za kraljicu 1. lipnja 1533. Kraljica je rodila kćer malo prerano 7. rujna 1533. Dijete je kršteno Elizabeta, u čast kraljeve majke Elizabete od Yorka.
Prije vjenčanja, Henrik se Ani udvarao gotovo sedam godina. Zabilježena su svjedočenja suvremenika o njegovoj zaljubljenosti i dubokoj strasti prema pametnoj, nekonvencionalnoj ljepotici. Međutim, kako je Ana svjedočila kraljevoj aferi s njezinom starijom sestrom Mary Boleyn te kako ju je kasnije lako odbacio, nije htjela istu sudbinu. Odbijala je konzumirati vezu s Henrikom sve do vjenčanja. Tako je Ana Boleyn, nakon Elizabete Woodville, postala druga pučanka koja je uzdignuta na mjesto engleske kraljice u povijesti.

## Engleska reformacija
Nakon vjenčanja, uslijedilo je razdoblje konsolidacije, u obliku niza statuta Reformacijskog parlamenta s ciljem pronalaženja rješenja za sva preostala pitanja, istovremeno štiteći nove reforme od izazova, uvjeravajući javnost u njihov legitimitet, te izlažući i bavljenje protivnicima. Iako su se kanonskim zakonom opširno bavili Cranmer i drugi, te su akte unaprijedili Thomas Cromwell, Thomas Audley i vojvoda od Norfolka, a doista i sam kralj. Nakon što je ovaj postupak završen, u svibnju 1532. Thomas More je dao ostavku na mjesto lorda kancelara, a Cromwella je ostavio za Henrikova glavnog ministra. Aktom o nasljeđivanju 1533. Katarinina kći Marija proglašena je nelegitimnom. Henrikov brak s Anom proglašen je legitimnim, a Anino je pitanje odlučeno da bude sljedeće u nizu nasljedstva. Aktima o prevlasti 1534. Parlament je također priznao kraljev status poglavara crkve u Engleskoj i Aktom o ograničenju žalbi 1532. ukinuo pravo žalbe Rimu. Tek je tada papa Klement poduzeo korak izopćenja Henrika i Thomasa Cranmera, iako je izopćenje službeno objavljeno tek nešto kasnije.
Kralj i novopečena kraljica nisu bili zadovoljni bračnim životom. Kraljevski par uživao je u razdobljima smirenosti i naklonosti, ali Ana je odbijala igrati pokornu ulogu koja se od nje očekivala. Henrik je od svake svoje buduće supruge očekivao jednako plemenito i razborito ponašanje kao ono Katarine Aragonske.
Živahnost i samopromišljeni intelekt koji su Anu učinili toliko privlačnom kao nedozvoljenu ljubavnicu učinili su je previše neovisnom za pretežno ceremonijalnu ulogu kraljeve supruge i time je stekla brojne neprijatelje. Henrik nije volio Aninu stalnu razdražljivost i nasilnu narav. Nakon lažne trudnoće ili pobačaja 1534. godine, shvatio je njezinu nemoć da mu podari sina kao izdaju. Već na Božić 1534. godine Henrik je razgovarao s Cranmerom i Cromwellom o mogućnostima da ostavi Anu bez da se mora vratiti Katarini.
Protivljenje Henrikovoj vjerskoj politici brzo je suzbijeno u Engleskoj. Brojni redovnici koji su se suprotstavili, uključujući i prve kartuzijanske mučenike, pogubljeni su. Najistaknutiji otpornici bili su Ivan Fisher, biskup iz Rochestera (koji je bio blizak prijatelj Henrikove bake, Margarete Beaufort), i Sir Thomas More, obojica koji su odbili položiti prisegu kralju. Ni Henrik ni Cromwell nisu tražili da se ljudi pogube, već su se nadali da će se njih dvoje predomisliti i spasiti se. Fisher je otvoreno odbacio Henrika kao vrhovnog poglavara Crkve, ali More je bio oprezan kako bi izbjegao otvoreno kršenje Zakona o izdaji iz 1534. godine, koji (za razliku od kasnijih akata) nije zabranjivao puku šutnju. Obojica su uredno pogubljena u ljeto 1535.
8. siječnja 1536. kralju i kraljici stigle su vijesti da je Katarina Aragonska umrla. Sljedeći dan, Henrik se odjenuo sav u žuto, s bijelim perom u poklopcu. Kraljica je ponovno bila trudna i svjesna posljedica ako ne uspije roditi sina. Kasnije tog mjeseca, kralj je bio bez konja na turniru i teško ozlijeđen. Neko se vrijeme činilo da mu je život u opasnosti. Kad je vijest o ovoj nesreći stigla do kraljice, bila je šokirana i pobacila je muško dijete oko 15 tjedana trudnoće, na dan Katarina pogreba, 29. siječnja 1536. Za većinu promatrača ovaj je osobni gubitak bio početak kraja ovog kraljevskog braka.

## Pad Ane Boleyn
Moto kraljice Ane bio je "najsretnija žena". Međutim, većinu vremena svoga kraljevanja, bila je izmučenima nesretnim trudnoćama i tjeskobom od kraljevoga bijesa. Naime, kralj je već bio izmoren od natezanja s Katarinom, Crkvom i Španjolcima, ali i nestrpljiv oko pitanja muškoga nasljednika. Naravno, tu je i činjenica da je doživio fatalan pad s konja na turniru koji je rezultirao trajnom ranom na nozi koja će uzrokovati nagle promjene raspoloženja, agresiju, a možda čak i kasnije tjelesne tegobe. Čitavo vrijeme je bila opsjednuta ljubomorom na Katarinu Aragonsku koja je bila daleko "plemenitija, poniznija i popularnija" na dvoru i u čitavom kraljevstvu od nje. Nikada se nije uspjela izmiriti s Katarininom i Henrikovom kćeri Marijom koja ju je odbijala priznati kao englesku kraljicu. To čak nije promijenila ni Katarinina smrt.
Za razliku od svoje prethodnice, Ana Boleyn je bila "zapaljiva" karaktera te joj poniznost nije bila u naravi. Nije namjeravala biti kraljeva "ponizna" supruga koja će trpjeti njegove nevjere i ispade.
Također, previše se vezala za svoju kćer Elizabetu, po kraljevu ukusu.
Iako je obitelj Boleyn još uvijek imala važne pozicije u kraljevom Vijeću, Ana je imala mnogo neprijatelja, uključujući kraljeva najstarijeg i najbližeg prijatelja, Charlesa Brandona, vojvodu od Suffolka. Čak se i njezin vlastiti ujak, vojvoda od Norfolka, zamjerio njezinu odnosu prema svojoj moći. Boleynovi su preferirali Francusku u odnosu na cara kao potencijalnog saveznika, ali kraljeva se naklonost prema njemu okrenula (dijelom i zbog Cromwella), oštetivši utjecaj obitelji. Također, Ani su se protivile pristaše pomirenja s princezom Marijom (među njima i pristašama pokojne kraljice Katarine), koje su dostigle zrelost.
Cromwell je postao svjestan da se njegov gospodar želi riješiti Ane, tako da je naredio svojoj razvijenoj špijunskoj mreži da uhodi kraljicu. Ana je predosjetila što joj se sprema, pa se nije htjela odvajati od svoje kćeri Elizabete. Bojala se za njezinu budućnost.
Također je imala emocionalne izljeve kad god bi ugledala Henrika s ljubavnicom. Trn u oku joj je bila 28-godišnja Jane Seymour, koja joj je bila dvorska dama.
Između 30. travnja i 2. svibnja, pet muškaraca, uključujući Anina brata, Georgea Boleyna, uhićeno je pod optužbom za veleizdajnički preljub i seksualne odnose s kraljicom. Ana je također uhićena, optužena za veleizdajnički preljub i incest. Iako su dokazi protiv njih bili neuvjerljivi, optuženi su proglašeni krivima i osuđeni na smrt. George Boleyn i ostali optuženi muškarci pogubljeni su 17. svibnja 1536. Dva dana kasnije, Ana je bila pogubljena.
Postoje zapisi o tome kako će Henrik u svojim posljednjim godinama života i dalje dozivati njezino ime.

## Brak s Jane Seymour (1536. – 1537.)
Devet dana nakon pogubljenja Ane Boleyn 1536. godine, Henrik se oženio Jane Seymour, koja mu je sljedeće 1537. godine rodila sina Eduarda, te umrla dvanaest dana po njegovu rođenju.
Jane je na dvoru prvo bila sluškinja Katarine Aragonske. Sprijateljila se s njom i njezinom kćeri Marijom te im pružila utjehu i potporu tijekom teških dana. Katarina joj je kao kraljica poslužila za uzor kada je sama postala kraljica. Jane će tijekom svoga kraljevanja nastojati izmiriti Englesku i Španjolsku te je španjolski veleposlanik Eustace Chapuys u njoj pronašao saveznicu.
Henrik je njenom smrću nakon poroda bio duboko pogođen jer je Jane smatrao svojom "jedinom istinskom ženom" koja mu je podarila očajnički željenog sina i nasljednika. Nakon što je umrla, dvije godine je bio u žalosti te se zdebljao (početak njegove pretilosti i dijabetesa).
Janeina braća, Edward i Thomas Seymour, su se politički uzdigla. Poslije Henrikove smrti, Edward će biti regent Engleske dok Eduard VI. ne izraste u mladića. Međutim, obojica će ubrzo biti pogubljena tijekom vladavine svoga nećaka.

## Brak s Anom Klevskom (1540. – 6 mjeseci)
1540. godine Henrik se ponovno oženio, i to sestrom svog saveznika u sukobu s papom, klevskog vojvode, Anom Klevskom.  Premda je smatrao da je Ana neatraktivna, oženio ju je iz pragmatičnih političkih razloga, no nikada s njom nije uspostavio bilo kakav bračni odnos pa je brak poništen iz razloga što nije niti konzumiran a Ana Klevska je dobila titulu Kraljeve sestre.
Nakon poništenja braka, njih dvoje su ostali u prijateljskim odnosima, Ana je imala titulu počasne gošće na kraljevskom dvoru. Nikada nije napustila Englesku, uživajući u raskošnim imanjima koje joj je kralj namijenio te u društvu njegovih kćeri. Vezala se posebno za Elizabetu. Nadživjela je sve Henrikove supruge.
Thomas Cromwell, grof od Essexa, koji je dogovarao ovaj brak, osuđen je i pogubljen odrubljivanjem glave. Staro plemstvo će to dočekati ushićeno, smatrajući da netko tako niskog podrijetla nikada nije bio dorastao zadatku kraljeva tajnika. Međutim, Henrik će ubrzo požaliti smaknuće tako vrijednog i vještog odvjetnika koji mu je rješavao brojne probleme s kojima se susretao.

## Brak s Katarinom Howard (1540. – 1542.)
Dana 28. srpnja 1540., isti dan kada je pogubljen Thomas Cromwell, Henrik se oženio s 30 godina mlađom Katarinom Howard, rođakinjom Ane Boleyn. Henrik je u početku bio oduševljen živahnom, neukom katolkinjom dobrog srca zbog njene mladosti (imala je tek šesnaest godina). Henrikova starija kći, Marija, nikada nije odobravala taj brak niti svoju novopečenu maćehu kao kraljicu, smatrajući ju neukusnom i nedoraslom tom zadatku. To je, naime, bila njezina jedina maćeha koja je bila mlađa od nje. Međutim, uzrok Marijinog negodovanja može biti i ljubomora jer je i dalje bila neudana, a od oca zanemarena po tom pitanju.
No, Katarina je ubrzo Henrika prevarila s jednim dvorjaninom, pa je brak poništen. Katarina je pogubljena u veljači 1542. godine u dobi od osamnaest godina. To je duboko potreslo Henrikovu kći Elizabetu.

## Brak s Katarinom Parr (1543. – 1547.)
Zadnja Henrikova žena bila je Katarina Parr, bogata protestantica koja je zaslužna za potpuno pomirenje Henrika sa svojim kćerima, Marijom i Elizabetom, koje su ranije, poništavanjem brakova njihovih majki s Henrikom, bile isključene iz linije nasljeđivanja i koje su slijedom toga opet postale moguće nasljednice engleske krune. Katarina Parr se posebno vezala za Elizabetu oko čijeg se obrazovanja posvetila i nastavila ju odgajati protestantski, kao Ana Boleyn. Katarina nikada nije preboljela svoju pravu ljubav, Thomasa Seymoura, o kojem Henrik nije imao previsoko mišljenje.
Katarina se nevoljko udala za kompliciranog i ćudljivog kralja koji je pogubio dvije supruge, a prema prvoj se ponašao iznimno okrutno. Međutim, Katarina je bila najobrazovanija i najprogresivnija od svih njegovih žena. Pokušavala mu je maksimalno udovoljiti, čak i ako su se razilazili oko vjerskih pitanja.

## Kasnija vladavina i smrt
Najvjerojatniji uzrok njegove smrti bila je pretilost i dijabetes. Imao je duboku, fatalnu ranu u nozi kada je pao s konja na turniru. To je uostalom uzrokovalo nagle promjene raspoloženja i agresivne tendencije (prema Thomasu Cromwellu).
Pretpostavlja se, iako to nikada nije dokazano, da je Henrik bolovao od sifilisa koji je vjerojatno doveo do njegove smrti u dvorcu Whitehall dana 28. siječnja 1547. godine, a naslijedio ga je sin Eduard. Nijedan engleski vladar nije uživao toliku moć poput njega. Henrik je izmijenio lice Engleske izazivajući strahopoštovanje svih europskih velesila. Iako to nije znao, sve što je u muškom nasljedniku tražio, našao je u kćeri Elizabeti koja će vladati više od 40 godina.
Njegov život i vladavinu opisao je William Shakespeare u svojoj povijesnoj drami Henrik VIII.

## Zaostavština
Bila bi istina reći da su Henrikovi suvremenici kralja promatrali kao nešto više od čovjeka. Sigurno je imao izuzetna svojstva vođe i karizmatične osobe. Ni jedan kralj Engleske nije uživao u takvom posmrtnom publicitetu kao on, niti je ijedan kralj prije ili poslije njega imao takvu apsolutnu moć i dobivao takvo poštovanje ili poslušnost. Nikada nije izgubio naklonost svojih podanika - usprkos okrutnosti prema svojim suprugama. Nikada nije izgubio šarm i osjećaj za narod koji je njegova dinastija lako pokazivala. Iz ruševina svojih brakova i samostana izgradio je novu Crkvu popravivši najgore zloupotrebe u njoj. Ta se politika, gledano na duge staze, Englezima svidjela. Iako je bio katolik do posljednjeg trenutka i rigorozno istrebljivao "krivovjerce", bio je dovoljno dalekovidan da shvati kako će vjerski razvoj u Engleskoj na kraju dovesti do protestantske države - dokaz za to u njegovu je izbori ljudi za Regentsko vijeće koje je trebalo upravljati tijekom odrastanja njegova sina, Eduarda VI. Kad je umro, njegovi su podanici za njega smatrali da je "kralj, car i papa svojih zemalja" te da je kao "otac i dadilja" svog naroda.

## Vanjske poveznice
- (hr) Dinastija Tudor  Arhivirana inačica izvorne stranice od 26. listopada 2007. (Wayback Machine)

| Prethodnik: | Kralj Engleske | Nasljednik: |
| Henrik VII. | Kralj Engleske | Eduard VI.  |